# Ares (kommunhuvudort)
Ares är en kommunhuvudort i Spanien. Den ligger i provinsen Provincia da Coruña och regionen Galicien, i den nordvästra delen av landet, 500 km nordväst om huvudstaden Madrid. Ares ligger 6 meter över havet och antalet invånare är 5 342.
Terrängen runt Ares är kuperad åt nordost, men åt sydväst är den platt. Havet är nära Ares åt sydväst.Runt Ares är det ganska tätbefolkat, med 80 invånare per kvadratkilometer. Närmaste större samhälle är A Coruña, 14,0 km sydväst om Ares. I omgivningarna runt Ares växer i huvudsak blandskog.